# Finala Campionatului Mondial de Fotbal 2002
Finala Campionatului Mondial de Fotbal 2002 a fost un meci de fotbal jucat pe 30 iunie 2002 care a determinat câștigătoarea trofeului campionatului mondial de fotbal 2002, Brazilia, care a învins-o pe Germania cu 2 la 0 prin dubla lui Ronaldo. Meciul a fost arbitrat de către Pierluigi Collina și s-a jucat pe Stadionul Internațional.

## Ruta către finală

### Germania
Germania a câștigat Grupa E cu 7 puncte, două victorii și un egal. În optimi a întâlnit Paraguay pe care a învins-o cu 1-0 după golul din minutul 88 a lui Oliver Neuville, în sferturi a întâlnit Statele Unite pe care de asemenea a învins-o cu 1-0 după golul din minutul 39 a lui Michael Ballack iar în semifinale a întâlnit pe gazda Coreea de Sud, pe care a învins-o cu 1-0 după golul aceluiași Michael Ballack din minutul 75.
| Echipă            | Pld | W | D | L | GF | GA | GD  | Pts |
| ----------------- | --- | - | - | - | -- | -- | --- | --- |
| Germania          | 3   | 2 | 1 | 0 | 11 | 1  | +10 | 7   |
| Republica Irlanda | 3   | 1 | 2 | 0 | 5  | 2  | +3  | 5   |
| Camerun           | 3   | 1 | 1 | 1 | 2  | 3  | −1  | 4   |
| Arabia Saudită    | 3   | 0 | 0 | 3 | 0  | 12 | −12 | 0   |

### Brazilia
Brazilia a fost repartizată în Grupa C alături de Turcia, Costa Rica și China, pe care le-a învins pe toate. În optimi a întâlnit-o pe Belgia pe care a învins-o scor 2-0 (Rivaldo 67 și Ronaldo 87) în sferturi pe Anglia pe care a învins-o 2-1 (Rivaldo 45+2 și Ronaldinho 50/Owen 23) și în semifinale pe Turcia, pe care a învins-o cu 1-0 (Ronaldo 49).
| Echipă     | Pld | W | D | L | GF | GA | GD | Pts |
| ---------- | --- | - | - | - | -- | -- | -- | --- |
| Brazilia   | 3   | 3 | 0 | 0 | 11 | 3  | +8 | 9   |
| Turcia     | 3   | 1 | 1 | 1 | 5  | 3  | +2 | 4   |
| Costa Rica | 3   | 1 | 1 | 1 | 5  | 6  | −1 | 4   |
| China      | 3   | 0 | 0 | 3 | 0  | 9  | −9 | 0   |

## Detalii
| Germania | 0 – 2    | Brazilia         |
| -------- | -------- | ---------------- |
|          | (Raport) | Ronaldo 67', 79' |

| Germania | Brazilia |

| GERMANIA:   |    |                     |    |     |
|             |    |                     |    |     |
| GK          | 1  | Oliver Kahn (c)     |    |     |
| CB          | 2  | Thomas Linke        |    |     |
| CB          | 5  | Carsten Ramelow     |    |     |
| CB          | 21 | Christoph Metzelder |    |     |
| RM          | 22 | Torsten Frings      |    |     |
| CM          | 8  | Dietmar Hamann      |    |     |
| CM          | 16 | Jens Jeremies       |    | 77' |
| LM          | 17 | Marco Bode          |    | 84' |
| AM          | 19 | Bernd Schneider     |    |     |
| CF          | 11 | Miroslav Klose      | 9' | 74' |
| CF          | 7  | Oliver Neuville     |    |     |
| Rezerve:    |    |                     |    |     |
| FW          | 20 | Oliver Bierhoff     |    | 74' |
| FW          | 14 | Gerald Asamoah      |    | 77' |
| MF          | 6  | Christian Ziege     |    | 84' |
| Antrenor:   |    |                     |    |     |
| Rudi Völler |    |                     |    |     |

| BRAZILIA            |    |                  |    |     |
|                     |    |                  |    |     |
| GK                  | 1  | Marcos           |    |     |
| CB                  | 3  | Lúcio            |    |     |
| CB                  | 5  | Edmílson         |    |     |
| CB                  | 4  | Roque Júnior     | 6' |     |
| RM                  | 2  | Cafu (c)         |    |     |
| CM                  | 8  | Gilberto Silva   |    |     |
| CM                  | 15 | Kléberson        |    |     |
| LM                  | 6  | Roberto Carlos   |    |     |
| AM                  | 11 | Ronaldinho       |    | 85' |
| CF                  | 10 | Rivaldo          |    |     |
| CF                  | 9  | Ronaldo          |    | 90' |
| Rezerve:            |    |                  |    |     |
| MF                  | 19 | Juninho Paulista |    | 85' |
| MF                  | 17 | Denílson         |    | 90' |
| Antrenor:           |    |                  |    |     |
| Luiz Felipe Scolari |    |                  |    |     |

| OFICIALI - Arbitrii asistenți: - Leif Lundberg (Suedia) - Philip Sharp (Anglia) - Arbitru de rezervă: Hugh Dallas (Scoția) | REGULI MECI - 90 minute - 30 minute prelungiri dacă e nevoie - Lovituri de penalti-uri dacă scorul este egal timp de 120 de minute: - 3 (a 12) rezerve permise |